# 丹尼斯 (麻薩諸塞州)
丹尼斯（英語：Dennis）是一個位於美國麻薩諸塞州巴恩斯特布爾縣的鎮。

## 人口
根據2020年美國人口普查的數據，丹尼斯的面積為57.70平方千米，當中陸地面積為53.15平方千米，而水域面積為4.55平方千米。當地共有人口14674人，而人口密度為每平方千米254人。